# Albert Heim

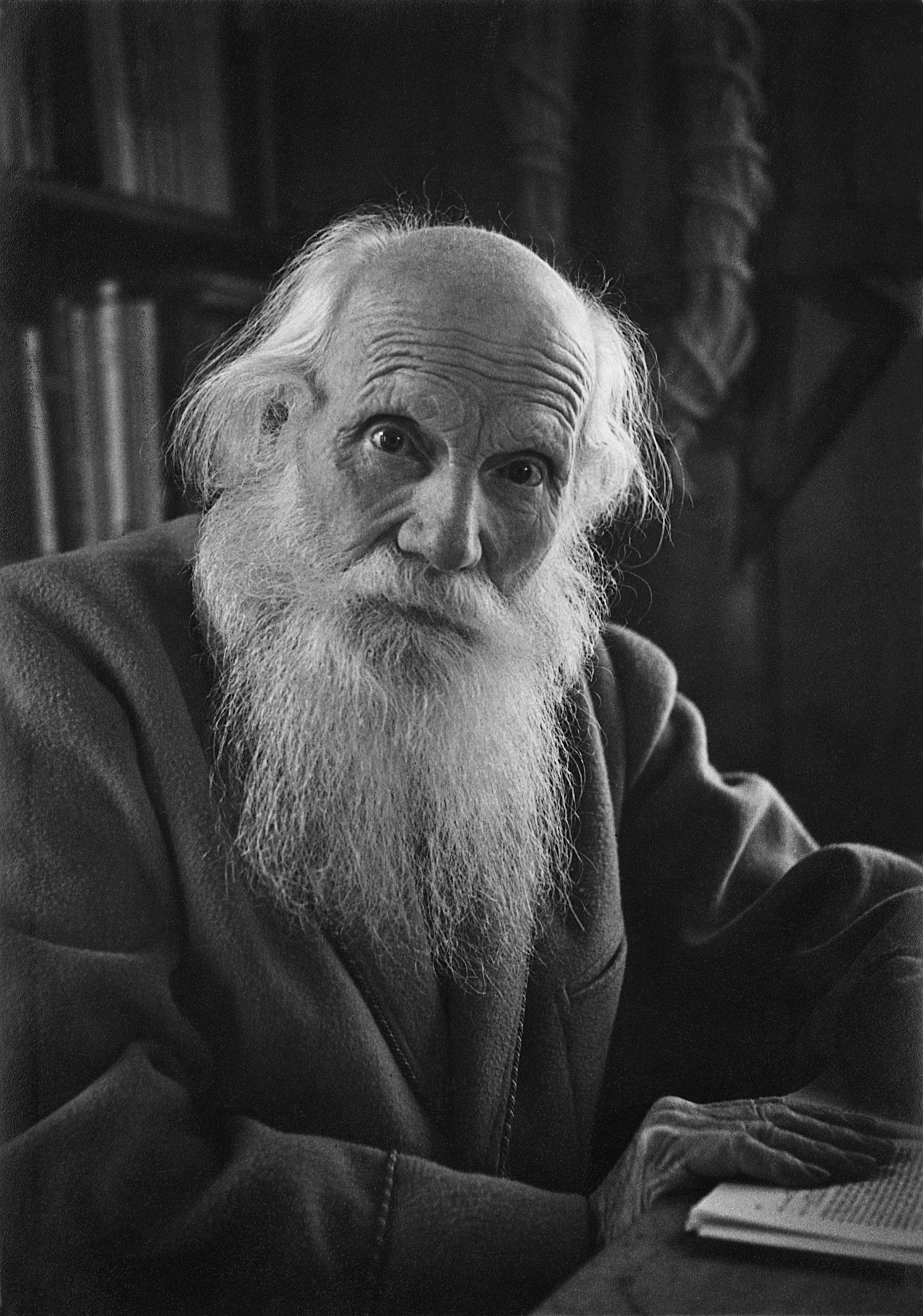
Albert Heim

Jacob Albert Heim (* 12. April 1849 in Zürich; † 31. August 1937 ebenda) war ein Schweizer Geologe. Heim war Professor für Geologie an der ETH Zürich und nebenbei Kynologe. Er war einer der Begründer der Kontraktionstheorie der Erde, die fast 100 Jahre – bis etwa 1960 – das Standardmodell der Geotektonik war.

## Leben
Albert Heim wurde als zweites Kind des Kaufmanns und Bankiers Johann Konrad Heim und der Sophie Elisabeth Heim geb. Fries in Zürich geboren. Im Anschluss an die Grundschule in Zürich und Hottingen besuchte er von 1864 bis 1866 die Industrieschule (Kantonsschule). Unmittelbar nach der Matura begann Albert Heim 1866 sein naturwissenschaftliches Studium an der Universität Zürich. Nach drei Semestern wechselte er an das Eidgenössische Polytechnikum (seit 1911 ETH Zürich), das er 1869 als diplomierter «Fachlehrer in naturwissenschaftlicher Richtung» verliess. Nach dem Diplom bildete sich Albert Heim im Ausland weiter: Er immatrikulierte sich für ein Semester an der Universität und Bergbauschule Berlin, um sich danach auf die traditionelle Studienreise zu begeben, die ihn nach Dänemark und Norwegen führte.
Zurück in Zürich nahm Albert Heims akademische Karriere einen auch für die damalige Zeit raschen Verlauf: 1871 habilitierte er sich an der Universität Zürich und am Polytechnikum. Bereits 1872, im Alter von 23 Jahren, erfolgte seine Wahl als Professor für technische und allgemeine Geologie am Polytechnikum. Drei Jahre später wurde er zudem Professor an der benachbarten Universität und war der Begründer für die «Heimsche Modell-Reliefs».
1875 heiratete Albert Heim Marie Vögtlin, die ein Jahr zuvor als erste Ärztin der Schweiz ihre eigene Praxis in Zürich eröffnet hatte, in der sie auch nach der Eheschliessung tätig war. Die berufliche Tätigkeit des Ehepaars Heim hatte einen stark prägenden Einfluss auf ihre beiden Kinder: Arnold (1882–1965) wurde Geologe, Helene (1886–1979) Krankenschwester.
Albert Heim engagierte sich aber nicht nur für die Forschung und Lehre, er war auch ein gefragter Verfasser von geologischen Gutachten etwa im Zusammenhang mit Eisenbahnbauprojekten wie dem Simplontunnel oder Unglücksfällen wie der Vorstadtkatastrophe von Zug (1887). Darüber hinaus entfaltete er eine intensive Kommissionstätigkeit, so zum Beispiel als langjähriger Präsident der Geologischen Kommission, als Mitglied und zeitweiliger Präsident der Naturforschenden Gesellschaft Zürich oder als Mitglied des SAC. Ausserhalb seiner geologischen Interessen trat er als Befürworter der Feuerbestattung für den Bau des Zürcher Krematoriums ein und war zusammen mit seiner Frau in der Abstinenzbewegung aktiv.
Besondere Aufmerksamkeit erfuhr Albert Heim in jüngerer Zeit im Rahmen der Nahtodforschung. Heim hatte von merkwürdigen Erlebnissen wie Glücksgefühl und Lebenspanorama bei Bergsteigern während eines Absturzes gehört. In seiner Wissbegier wurde er dadurch bestärkt, dass er selbst eine ähnliche Erfahrung gemacht hatte. Nach 25 Jahren Forschung zu diesem Phänomen trug er am 28. Februar 1892 seine Ergebnisse öffentlich vor. Er kam zu dem damals wie heute erstaunlichen Schluss, dass der Tod bei Absturz „subjektiv ein schöner Tod ist“. Der Vortrag findet sich im Jahrbuch des Schweizer Alpenclubs 1891/92, S. 327–337. Er wird allgemein als der Beginn von wissenschaftlichen Untersuchungen über Nahtoderfahrungen bewertet.
Bis zu seinem Tod hatte ihm sein grosser Einsatz für die Wissenschaft und die Verbreitung des Interesses an geologischen Fragen viele Ehrungen und Auszeichnungen eingebracht, unter anderem wurde auch die Albert-Heim-Hütte am Furkapass nach ihm benannt. 1898 wurde er in die American Academy of Arts and Sciences und 1913 in die National Academy of Sciences gewählt. Seit 1906 war er korrespondierendes Mitglied der Académie des sciences. 1918 erhielt Heim die erste Eduard-Sueß-Gedenkmünze der Österreichischen Geologischen Gesellschaft und 1922 den Marcel-Benoist-Preis. Im Jahr 1925 wurde er zum Mitglied der Leopoldina gewählt. 1925 wurde er Ehrenmitglied der Russische Akademie der Wissenschaften und 1932 Ehrenmitglied der Leopoldina.
Er starb am 31. August 1937 im Alter von 88 Jahren. Sein Grab befindet sich auf dem Friedhof Sihlfeld in Zürich.
Der Dorsum Heim auf dem Erdmond ist nach ihm benannt. Gleiches gilt für den Heim-Gletscher in der Antarktis.

## Leistungen

### Geologie

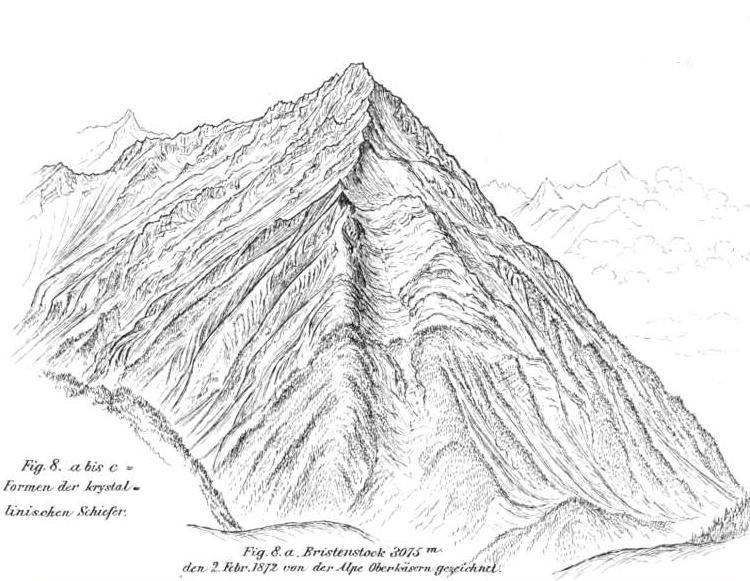
Zeichnung des Bristen von Albert Heim, 2. Februar 1872

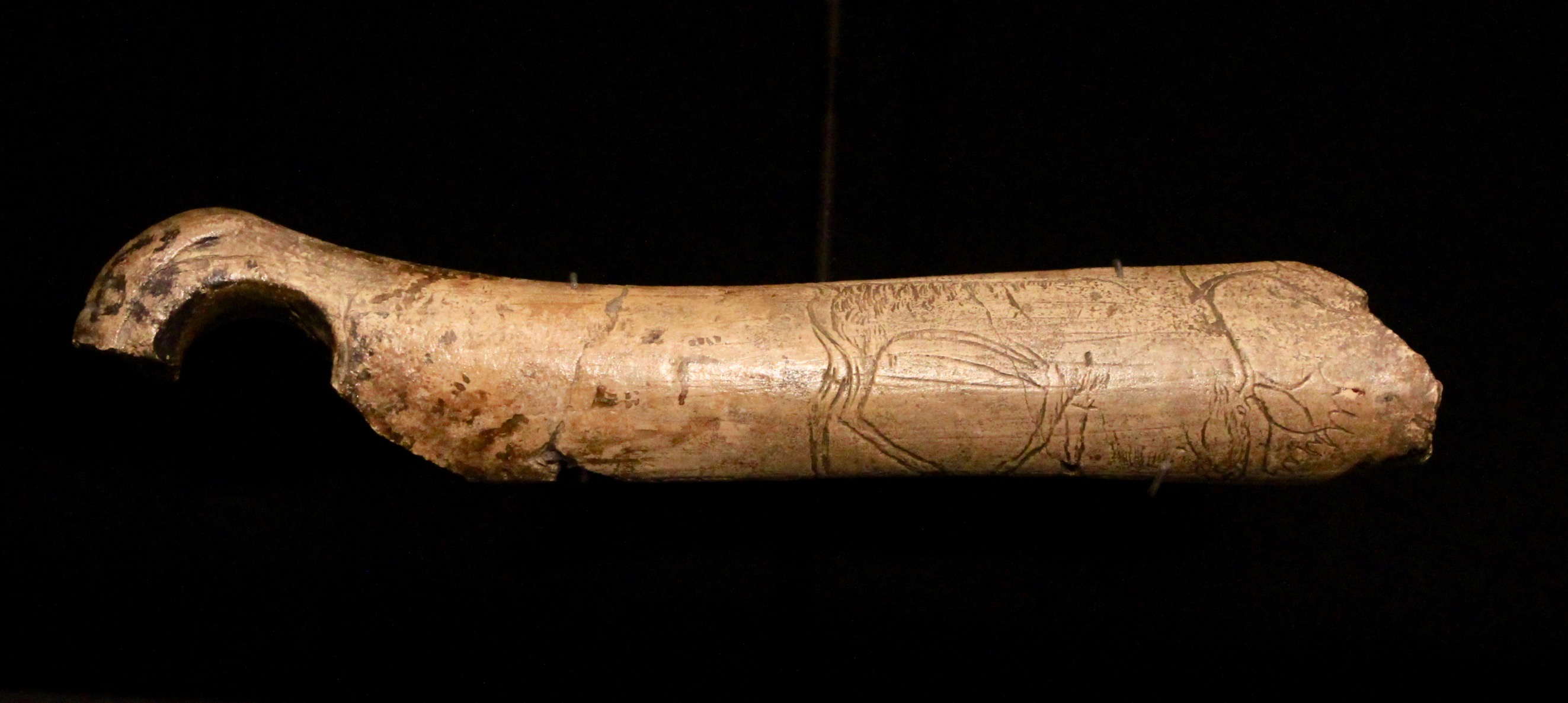
Suchendes Rentier

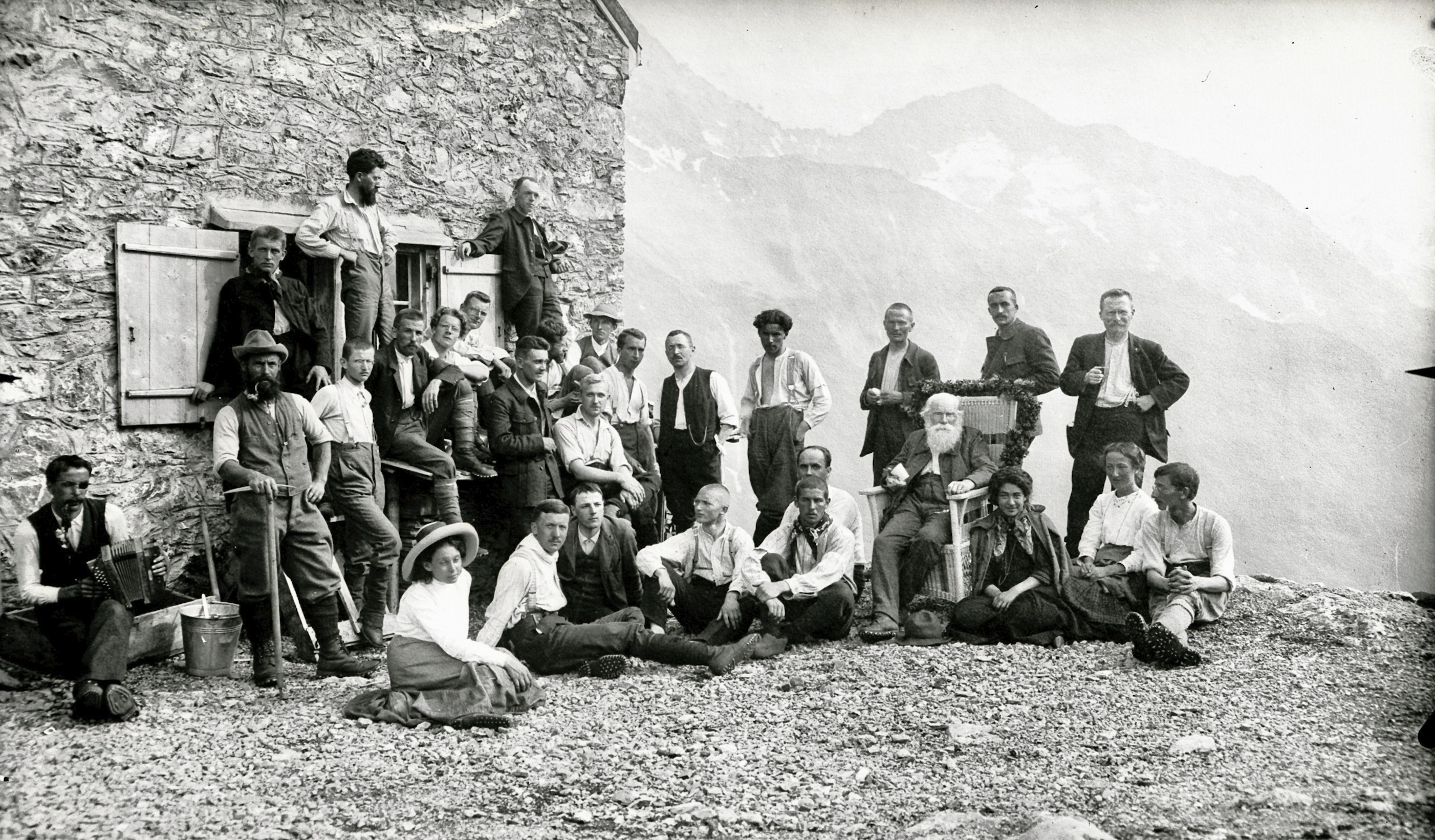
Albert Heim (im Stuhl sitzend) mit Studierenden, darunter Arnold Fanck (hintere Reihe, 4. von rechts), um 1912

Albert Heims geologische und kartografische Hauptwerke beschäftigten sich mit dem für ihn zentralen Thema der Tektonik und Entstehung der Alpen. Dabei legte er die Kontraktionshypothese einer sich abkühlenden Erde zugrunde, die durch seine Arbeiten für viele Jahrzehnte zur Standardtheorie wurde.
So berechnete er die Abnahme des Erdumfangs durch fiktive Glättung der Gebirge, um die Fläche der Erde vor ihrem Schrumpfen zu erhalten. Es ergab sich, dass der Erdumfang ohne das Jura-Gebirge 5 km grösser wäre, ohne die Alpen sogar 120 km grösser wäre. Ein Zitat:

„Schätzen wir die Faltung der anderen von dem Central-Alpen-Meridian geschnittenen Gebirge noch in ihrem Zusammenschube ab, so finden wir, dass die Umfangverkürzung durch die gesamte Gebirgsbildung bis jetzt nicht ganz 1 % betragen hat.“

Nach Heim wäre die Erde seit ihrer Entstehung um etwa 500 °C abgekühlt. Er schloss aber weitere horizontale Verschiebungen und Gebirgsbildungen aus, worin ihm Otto Ampferer widersprach. Dass es weiterhin Erdbeben gäbe, erklärte er mit Belastungsänderung, Verwitterung und Erosion.
Albert Heims geologische Detailstudien befassten sich oft mit den Glarner Alpen und dem Säntisgebiet. Hier verband er seine eigenen Beobachtungen mit dem Fachwissen seiner Zeit und entwickelte neue Theorien, die teilweise zu heftigen Kontroversen mit Fachkollegen führten. Das bekannteste Beispiel ist der Disput über den Ursprung der so genannten Glarner Doppelfalte, heute Glarner Hauptüberschiebung, den er schliesslich beendete, indem er die Richtigkeit der Theorie seiner Gegner anerkannte.
Zunächst vertrat er die Faltungstheorie seines Vorgängers als Professor an der ETH Zürich Arnold Escher von der Linth und war deshalb in den 1890er Jahren in heftige Kontroversen mit August Rothpletz verwickelt. Die Untersuchungen insbesondere von Maurice Lugeon in der Westschweiz liessen ihn um 1901 umdenken, was er auch öffentlich eingestand. Heims Publikationen, Karten, Panoramen und Reliefs sind aber nicht nur wichtige Beiträge zur Entwicklung der Geologie, sie zeigen auch seine Verdienste um die Verwendung wissenschaftlicher Zeichnung und Fotografie zur Dokumentation und Darstellung geologischer Zusammenhänge.
Heim stritt sich 1927 mit der schweizerischen Landestopografie. Er war der Ansicht, dass die Schweizer Landeskarten im falschen Licht dargestellt würden. Die Lichtquelle auf den Karten sollte dem natürlichen Sonnenschein entsprechen. Heim verlor den Streit und die Karten sind weiter aus Nordwesten beleuchtet.
Berühmt wurde sein Fund im Kesslerloch, die Gravur des sogenannten „Suchenden Rentiers“ (früher „Weidendes Rentier“ genannt), auf einem Lochstab aus Rentiergeweih im Beisein von Jakob Messikommer, am 4. Januar 1874. Es befindet sich heute im Rosgartenmuseum in Konstanz.

### Kynologie
Albert Heim leistete auf dem Gebiet der Kynologie bedeutende Beiträge zur Förderung der Schweizer Sennenhundrassen. Die Rassestandards der vier noch heute gezüchteten Rassen Berner Sennenhund, Appenzeller Sennenhund, Entlebucher Sennenhund und Grosser Schweizer Sennenhund gehen massgeblich auf ihn zurück. Die 1929 gegründete Albert-Heim-Stiftung der Schweizerischen Kynologischen Gesellschaft (SKG) zur Förderung der kynologischen Forschung am Naturhistorischen Museum Bern ist nach ihm benannt.

## Veröffentlichungen

Albert Heim, 1925

- Untersuchungen über den Mechanismus der Gebirgsbildung im Anschluss an die geologische Monographie der Tödi-Windgällengruppe, 1878
- Der Bergsturz von Elm den 11. September 1881. Denkschrift, 1881
- Handbuch der Gletscherkunde, 1885
- Geologische Karte der Schweiz, 1894
- Die Fahrt der „Wega“ über Alpen und Jura, 1899[7]
- Luft-Farben, 1912
- Geologie der Schweiz, 1916–1922[8]
- Der Neufundländerhund, 1927
- Bergsturz und Menschenleben, 1932
- Patent  CH68865: Verfahren zur Herstellung graphischer Reproduktionen mit nur auf Wunsch sichtbaren Einzeichnungen. Angemeldet am 1. Mai 1915, Erfinder: Albert Heim, Hans Hofer.‌

## Archiv
In den Archiven und Nachlässen der ETH-Bibliothek befindet sich ein Teilnachlass Albert Heims (Hs 400 und 401) mit zahlreichen Manuskripten, Skizzen, Zeichnungen, Aquarellen, Fotografien und Briefwechseln. Eine Übersicht über diesen Bestand bietet das online einsehbare Nachlassverzeichnis in der Research Collection der ETH Zürich.
Ein weiterer Teilnachlass befindet sich in der Zentralbibliothek ETH Zürich. Eine Übersicht über diesen Bestand bietet das online einsehbare Nachlassverzeichnis in der ZBcolletions Datenbank.